# Kandyda
Kandyda – imię żeńskie pochodzenia łacińskiego, żeński odpowiednik imienia Kandyd, oznaczające "jasna, błyszcząca, biała", czyli "dziecko o jasnych włosach" lub "dziecko o jasnej cerze"; jeden z najpopularniejszych przydomków rzymskich. W Polsce notowane od 1396 roku.
Kandyda imieniny obchodzi:
- 6 czerwca, jako wspomnienie św. Kandydy, wspominanej razem ze św. Artemiuszem i Pauliną[4]
- 9 sierpnia, jako wspomnienie św. Kandydy Marii od Jezusa, zakonnicy
- 4 września, jako wspomnienie św. Kandydy starszej
- 10 września, jako wspomnienie św. Kandydy młodszej[5]
- 3 października, jako wspomnienie św. Kandydy, męczennicy rzymskiej[2]